# 井澤諒
井澤 諒（いざわ りょう、1988年－）は、日本のバレエダンサー。
群馬県伊勢崎市出身。2004年ローザンヌ国際バレエコンクールでスカラシップを受賞。2006年ジャクソン国際バレエ・コンクールでは、審査員奨励賞を受賞。Kバレエカンパニーを経て、2017年に新国立劇場バレエ団に入団した。4歳下の弟は、同じく新国立劇場バレエ団のプリンシパル・井澤駿

## 経歴
群馬県で生まれ、バレエ愛好家の母のもと、地元のバレエ教室に入門し、4歳からバレエを始める。当初はテニスと並行して習っていたが、中学のころからバレエ一本に。
ローザンヌ国際バレエコンクールを経て、15歳でドイツ・ハンブルクへバレエ留学。後に、雑誌のインタビューで、「世界から集まったプロを目指す同世代のダンサーと競い合ったことで、世界が広がった」と語り、非常に大きな経験、転機となった。
帰国後は、バレエと大学生活を両立。共愛学園前橋国際大学情報・経営コースでは、経営学を学ぶ。その後、1年ほどの中断を経てバレエを再開し、2011年に熊川哲也率いるK-BALLET COMPANYに入団し、最後はファーストソリストとして活動。2017年に新国立劇場バレエ団に入団した。
K-BALLET SCHOOL ティーチャーズ・トレーニングコース修了し、バレエ教員資格を有する。

### 年表
- 4歳よりバレエを始める
- 2004年ローザンヌ国際バレエ・コンクールにてスカラシップを受賞。同年、ドイツ・ハンブルクバレエスクールに留学[2]
- 2006年ジャクソンバレエコンクール 審査員奨励賞を受賞
- 2011年4月 K-BALLET COMPANYに入団
- 2012年9月 ファースト・アーティスト
- 2013年9月 ソリスト
- 2015年8月 ファースト・ソリストに昇格
- 2017年8月 K-BALLET COMPANYを退団
- 2017年9月 新国立劇場バレエ団にファースト・ソリストとして入団[1]
- Studio R⁺を設立

## 新国立劇場バレエ団などでのレパートリー
2004年8月にローザンヌ国際バレエコンクール受賞者による高円宮憲仁親王殿下メモリアル ローザンヌ国際バレエコンクール日本開催15周年では、「眠れる森の美女」第3幕よりデジレ王子のバリエーションを演じる。
初の大役は、2012年Kバレエカンパニーで「真夏の夜の夢」のパック。このころは、まだ舞台での経験が少なく、遅沢佑介など先輩から舞台上だけでなく多くを学び、多大な影響を受ける。2014年12月「くるみ割り人形」の王子、2015年には「シンデレラ」の王子を経験する。「海賊」のアリ役で、初めてのキャラに挑戦。
2017年12月の「シンデレラ」でダンス教師と道化の役で、新国立劇場バレエ団デビュー。2018年2月の「ホフマン物語」ではホフマンの友人（ナサーニエル）と幻影者たち（交替出演）。同年4月の「白鳥の湖」では道化とナポリの踊りで出演。6月の「眠れる森の美女」では、村の人々（交代出演）と親指トムを演じる。
また、NHKバレエの饗宴2018では、「くるみ割り人形」第2幕の中国の踊りで出演する。他にも、「新国立劇場 こどものためのバレエ劇場」『シンデレラ』（こどもシンデレラ）でも、ダンス教師と道化の役で出演している。

### 主な出演作一覧
K-BALLET COMPANYにて
- 『シンデレラ』の王子／2人の道化師／王子の友人
- 『くるみ割り人形』のくるみ割り人形／王子／花のワルツのソリスト／中国人形
- 『海賊』のアリ／物乞い／海賊の男達
- 『ロミオとジュリエット』のベンヴォーリオ／マンドリンダンス
- 『ラ・バヤデール』のブロンズ・アイドル／マグダヴェヤ
- 『カルメン』のオフィサー／バンデリュロス
- 『白鳥の湖』のベンノ／パ・ド・トロワ／ナポリ／マズルカ
- 『ジゼル』のパ・ド・シス／ペザント
- 『ベートーヴェン 第九』
- 『Simple Symphony』
- アシュトン振付『真夏の夜の夢』のパック
- スカーレット振付『Promenade Sentimentale』

新国立劇場バレエ団にて
- 牧阿佐美版『白鳥の湖』の道化／ナポリ
- アシュトン『シンデレラ』の道化
- P.ダレル『ホフマン物語』ホフマンの友人

## 人物

### 井澤諒と弟・井澤駿の関係
井澤諒と井澤駿は4歳差の兄弟であり、バレエダンサーとしてライバル関係ともいえる。兄弟仲は良好で、弟・駿は雑誌の対談などで、兄・諒を「尊敬し、今でも追いかける存在で、目標」と発言する。
兄・諒の性格について、弟・駿は「静かに燃えるタイプで、がんばっている姿を誰にも見せないようにするが、実はたまに見えている」と評した。逆に、兄・諒からは「弟の方が繊細で細かいことにもいろいろと気がついている」と評する。
二人の演技は、昔から手が似ているといわれる。それについては、弟・駿が小さいころから兄の真似をしてきたからだと答えていた。
幼少のころには、お互いのバレエに関してあまり関わってはこなかったが、バレエダンサーとして自立してからは、お互いにアドバイスをしたり、相談をしたりするような関係になる。